# Филиппинская операция (1944—1945)
Филиппинская операция (20 октября 1944 — 2 сентября 1945) — стратегическая военная операция вооружённых сил США, Австралии, Филиппин и Мексики против японских войск в ходе Второй мировой войны с целью освобождения Филиппин.
Операция была проведена в три этапа. На первом этапе американским войсками был захвачен остров Лейте. В интересах высадки на Лейте в первой половине октября 1944 года американская палубная авиация нанесла ряд мощных ударов по японским аэродромам на Тайване, Филиппинах и других островах. Операцию на острове Лейте проводила 6-я армия США (14 дивизий, примерно 240 тысяч человек) и ВВС зоны Дальнего Востока (2500 самолётов). Обеспечением высадки занимался 7-й флот США (командующий адмирал Кинкейд). Дальнее прикрытие осуществлял 3-й флот США под командованием адмирала Хэлси. Суммарно 7-й и 3-й флоты располагали 35 авианосцами, 12 линкорами, 25 крейсерами, 144 эсминцами и 29-ю подводными лодками. Им противостояли войска 14-го японского фронта в составе 8 пехотных, 1 танковой дивизий и 4 бригад, до 180 тыс. человек при поддержке 980 самолётов 1-й и 4-й воздушных армий.
Накануне операции 17 октября американцы высадили войска на небольшие острова у залива Лейте. Три дня тральщики тралили проходы к зонам высадки, а по береговым целям наносили удары корабли и палубная авиация. Официально операция началась с высадки в заливе Лейте 20 октября 1944 года и продолжалась до 31 декабря 1944 года. Японский флот попытался атаковать высадившийся десант. С 24 по 26 октября произошёл ряд боёв и сражений флотов противников, вошедших в историю под собирательным названием сражение в заливе Лейте. Наиболее крупными были сражение в море Сибуян 24 октября, ночной бой в проливе Суригао 25 октября, сражения у острова Самар 25 октября и у мыса Энганьо 25-26 октября. Японский флот понёс сокрушительное поражение, потеряв 4 авианосца, 3 линкора, 8 крейсеров и 12 эсминцев. Американцы потеряли один флотский и два эскортных авианосца, два эскадренных и один эскортный миноносец.
Целью второго этапа операции стал остров Лусон. 9 января 1945 года 6-я армия высадилась на остров под прикрытием корабельного огня и авиации 3-го и 7-го флотов. В течение января-февраля американцы продвинулись вглубь острова Лусон, освободив Манилу. В феврале части 8-й армии (командующий генерал Р. Эйчельбергер) начали третий этап операции — боевые действия по освобождению Южных Филиппин — островов Минданао, Палаван и других. В освобождении Филиппин приняли участие народная антияпонская армия Филиппин и партизаны из движения «Хукбалахап». Официально операция закончилась в июле 1945 года. Но боевые действия продолжались и отдельные японские части продолжали сопротивление до окончания 2-й мировой войны и сдались только после капитуляции Японии.
Захват Филиппинских островов привёл к дальнейшему ухудшению стратегического положения Японии. Были прерваны коммуникации с зоной южных морей, откуда поступало стратегическое сырьё, включая нефть. Американцы захватили безраздельное господство в Южно-Китайском море. Были созданы базы для дальнейшего наступления на острова Хайнань, Рюккю и центральные острова Японии.

## Сражения
- Битва за Лейте (20 октября — 31 декабря 1944)
- Сражение в заливе Лейте (23 — 26 октября 1944)
- Битва в Ормокском заливе (11 ноября — 21 декабря 1944)
- Битва за Миндоро (13 — 16 декабря 1944)
- Вторжение в Лингаенский залив (9 января 1945)
- Битва за Лусон (9 января — 15 августа 1945)
- Рейд на Кабанатуан (30 января 1945)
- Битва за Батаан (1945) (31 января — 8 февраля 1945)
- Манильская битва (1945) (3 февраля — 3 марта 1945)
- Битва за Коррехидор (1945)[англ.] (16 — 26 февраля 1945)
- Рейд на Лос-Баньос (23 февраля 1945)
- Вторжение на Палаван (23 февраля — 22 апреля 1945)
- Битва за Висайские острова (18 марта — 30 июля 1945)
- Битва за Минданао (1945)[англ.] (10 марта — 15 августа 1945)

## Потери сторон
Армия США и армейские ВВС
| Участок боевых действий       | Убиты  | Ранены | Итого  |
| ----------------------------- | ------ | ------ | ------ |
| Лейте                         | 3602   | 11 991 | 15 584 |
| Лусон                         | 8310   | 29 560 | 37 870 |
| Центральные и южные Филиппины | 2070   | 6990   | 9060   |
| ИТОГО                         | 13 982 | 48 541 | 62 523 |

Япония
| Участок боевых действий       | Убитые и умершие | Пленные | Итого   | Сдались после 15 августа 1945 |
| ----------------------------- | ---------------- | ------- | ------- | ----------------------------- |
| Лейте                         | 80 557           | 828     | 81 456  |                               |
| Лусон                         | 205 535          | 9050    | 214 585 | 61 100                        |
| Центральные и южные Филиппины | 50 260           | 2695    | 52 955  | 52 910                        |
| ИТОГО                         | 336 352          | 12 573  | 348 925 | 114 010                       |

### Комментарии
1. ↑  Около 80 % японцев погибли от голода или болезней.[4].